# Filialkirche Schottwien

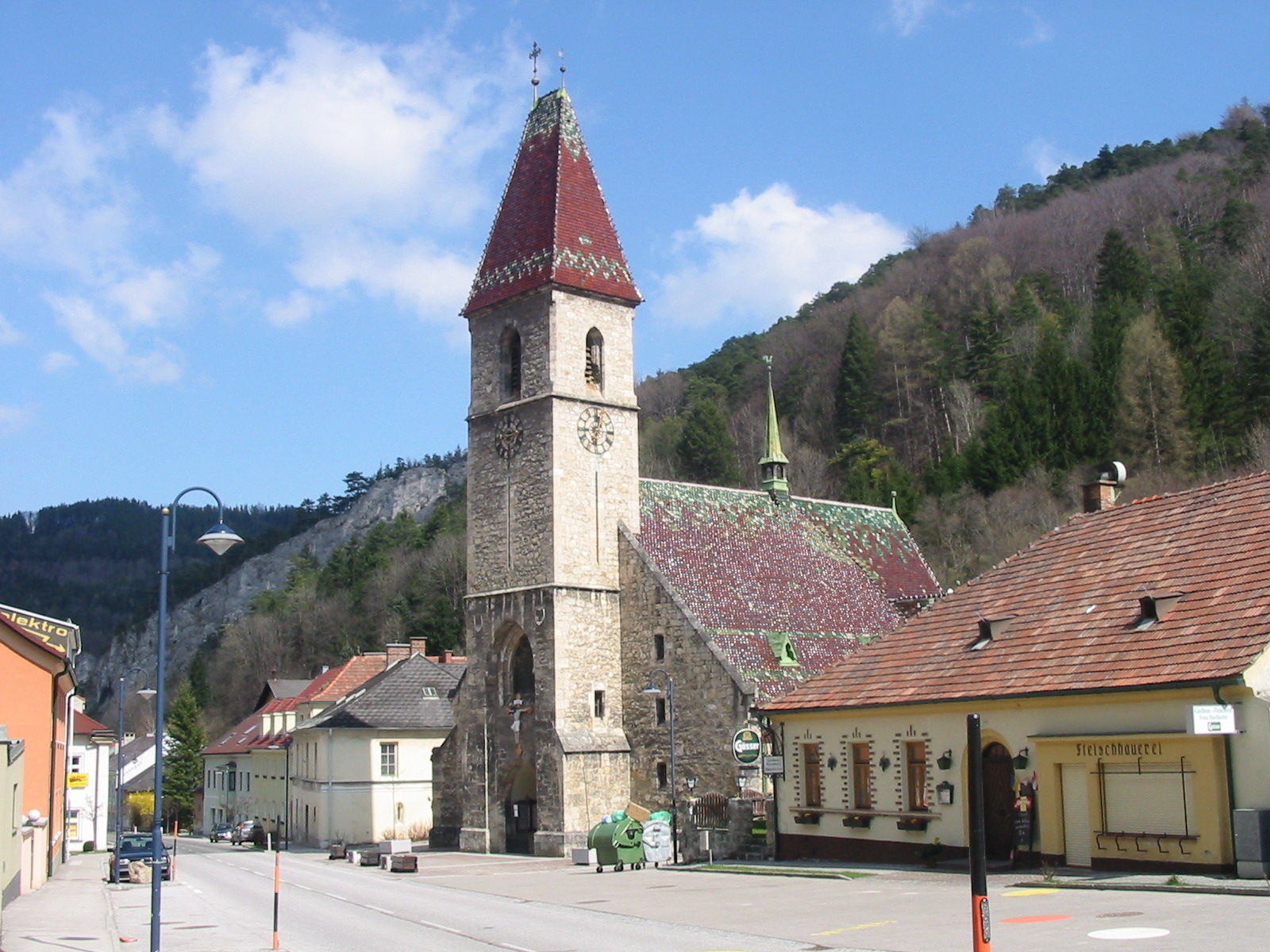
Katholische Filialkirche hl. Veit in Schottwien

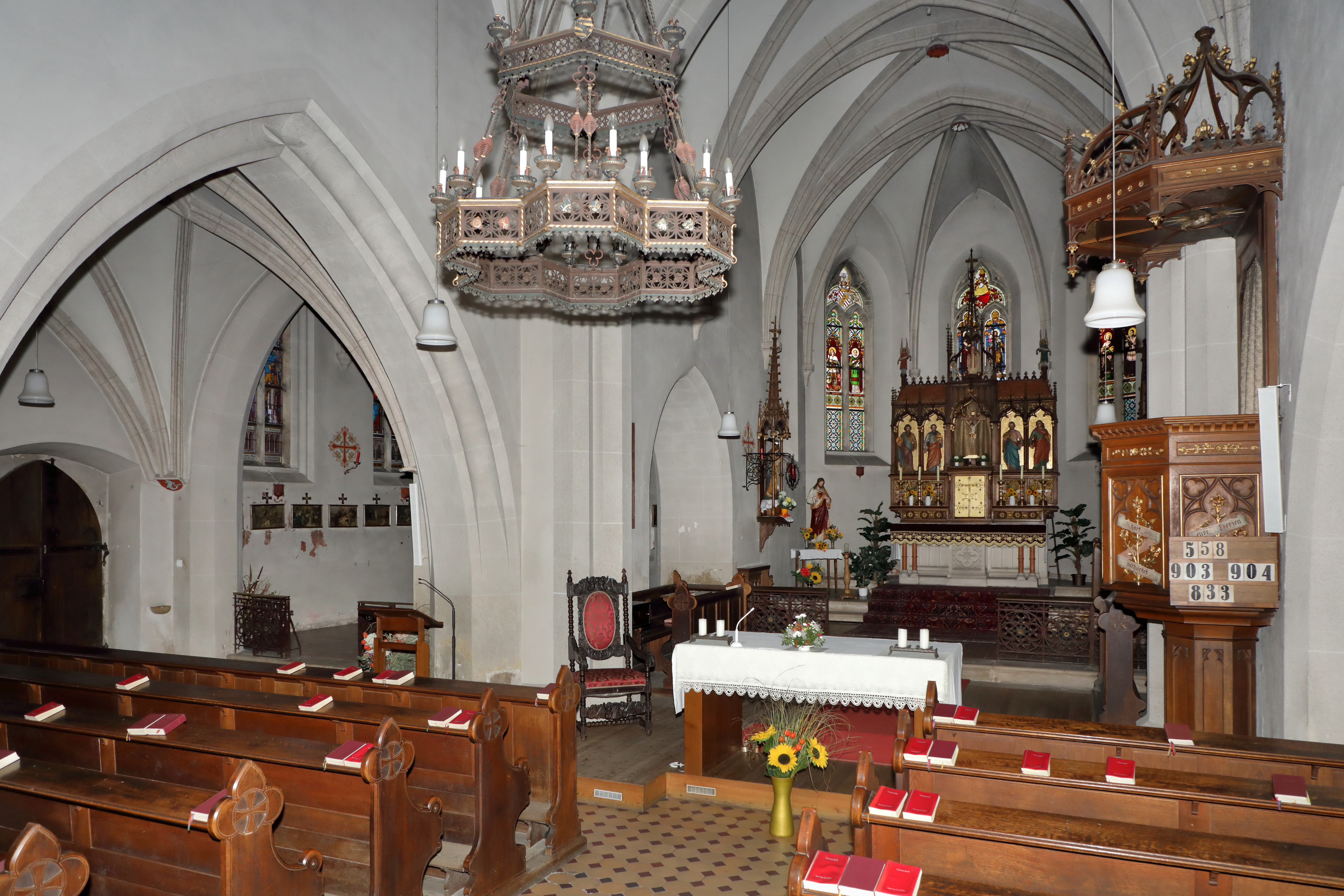
Innenraum der Kirche

Die Filialkirche Schottwien (bis 2023 Pfarrkirche) steht inmitten des Ortes an der Durchzugsstraße in der Marktgemeinde Schottwien im Bezirk Neunkirchen in Niederösterreich. Die dem heiligen Veit, einer der Vierzehn Nothelfer, geweihte römisch-katholische Filialkirche gehört zum Dekanat Gloggnitz im Vikariat Unter dem Wienerwald der Erzdiözese Wien. Die Kirche steht unter Denkmalschutz (Listeneintrag).

## Geschichte
1220 wurde ein ehemaliger Friedhof urkundlich genannt. Die ursprünglich an diesem Platz stehende Holzkirche wurde 1266 bei einem Unwetter (Hochwasser) zerstört und im 14. Jahrhundert durch einen Steinbau ersetzt.
Der Chor stammt aus dem 14. Jahrhundert, der 1890 wiederentdeckte Karner mit der darüberstehenden Michaelskapelle wurde 1415 erbaut und von Hans Lindner gestiftet, der Bau des nördlichen Seitenschiffes und die Einwölbung des Mittelschiffes erfolgten um die Mitte des 15. Jahrhunderts, der Bau des Südschiffes und der Empore um 1500. Das Gotteshaus wurde im 15. und frühen 16. Jahrhundert im spätgotischen Stil umgebaut.
Bis 1783 war die Kirche eine Filiale der Pfarrkirche Klamm am Semmering, ehe sie 1784 aufgrund der Josephinischen Reformen zur eigenständigen Pfarrkirche erhoben. Bis 1791 war der Friedhof von Schottwien noch rund um die Kirche angelegt (einige Grabsteine sind noch an der Kirchenmauer zu sehen) und wurde danach aus Platzgründen außerhalb des Ortes verlegt.
1846 brannte die Kirche ab und wurde 1849 wiederaufgebaut.
Ihr heutiges Aussehen geht auf die Generalsanierung zwischen 1889 und 1892 zurück, die von Fürst Johann II. von Liechtenstein, damals Patronatsherr der Kirche, finanziert wurde. Dabei erfolgte unter Baumeister Peter Handler nach den Plänen von Gustav von Neumann eine umfassende Umgestaltung. Der gesamte Kirchenbau wurde erhöht, das Niveau des Bodens im Chor abgesenkt, das Kircheninnere und -äußere wurde teils vermauert und teils freigelegt, die Fenster und das Portal wurden vergrößert, Strebepfeiler wurden teils abgetragen und teils ergänzt und verändert oder rekonstruiert, die Dächer wurden mit glasierten Dachziegeln der Fürstlich Liechtenstein’schen Thon- und Ziegelwaarenfabrik Unter-Themenau neu gedeckt. 1890 wurde im Zuge dieser Renovierungsarbeiten der Karner unter der Michaelskapelle wiederentdeckt, ebenso der Turm abgerissen und als vorgestellter neugotischer Turm völlig neu errichtet.
Am 1. Mai 2023 wurde die Pfarre Schottwien als eigenständige Pfarre aufgehoben. Die ehemalige Pfarrkirche Schottwien ist seither eine Filialkirche der Pfarre Gloggnitz und die Kirche der Teilgemeinde Schottwien.

## Baubeschreibung
Die gotische Staffelkirche hat einen vorgestellten Westturm sowie auf den First einen Dachreiter.
Seit der Renovierung 1889/1892 zeigt sich die Kirche steinsichtig. An das breit proportionierte Langhaus schließt ein Chor mit einem Fünfachtelschluss an. Nördlich des Chores steht die leicht aus der Achse verschobene Michaelskapelle mit einem Fünfachtelschluss mit einer eigenen Giebelwand und Verdachung. Das Südschiff hat einen polygonalen Schluss.
Langhaus und Chor sowie die Michaelskapelle zeigen Strebepfeiler, teils abgetreppt, und ein- und zweibahnige Maßwerkfenster.
Der dreizonige neugotische Westturm aus 1889/1892 trägt ein Keildach, der Turm trägt über einer Spitzbogenöffnung ein Kruzifix aus dem Ende des 19. Jahrhunderts mit reliefierten Wappenschilden vom Markt Schottwien und Fürst Liechtenstein. Im südlichen Chorwinkel steht ein zweigeschoßiger Sakristeianbau unter zwei quer liegenden halben Walmdächern.

## Ausstattung

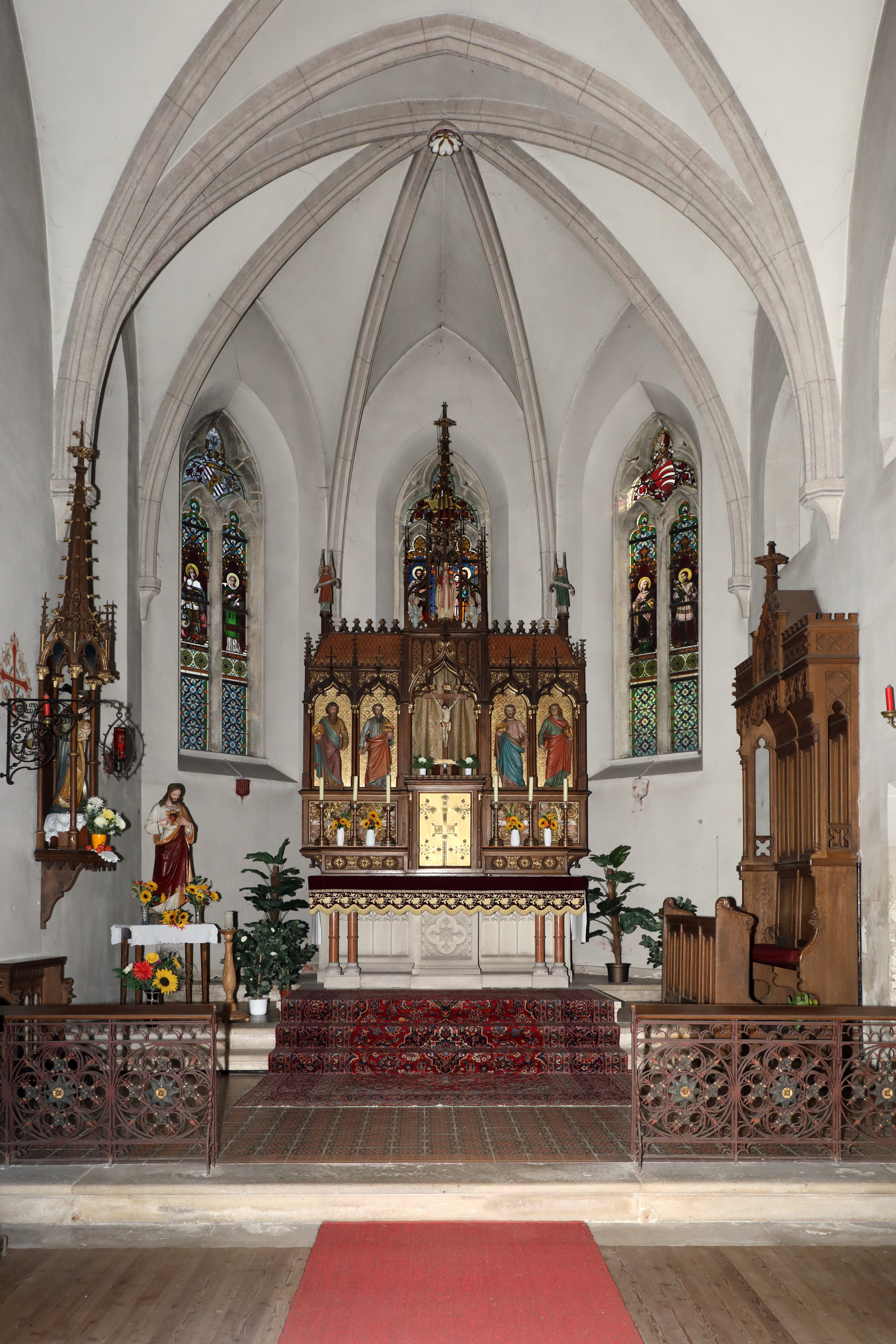
Altarraum; weitgehendst im neogotischen Stil

Die weitgehend neugotische Einrichtung mit teils reicher Schnitzarbeit entstand 1889/1892.
Die Glasmalerei schuf die Firma Geyling teils mit Stifterinschriften bzw. Wappen.

### Walsegg'sche Gruft
Unter dem Hochaltar befindet sich die Gruft der Reichsgrafen von Walsegg auf Schloss Stuppach, die zwischen 1720 und 1827 als Begräbnisstätte in Verwendung stand. 1791 wurde
Maria Anna Gräfin Walsegg (geb. Prenner Edle von Flammberg, 1770–1791) in dieser Gruft beigesetzt. Nach ihrem  Tod beauftragte ihr Witwer Franz von Walsegg (1763–1827) Wolfgang Amadeus Mozart mit der Komposition des Requiem (KV 626) und ließ in der Stuppacher Au am linken Schwarza-Ufer ein Grabmonument von Johann Martin Fischer nach einem Entwurf des Architekten Benedikt Henrici  errichten. 1827 wurde Franz von Walsegg als letzter Angehöriger der Familie   in dieser Gruft beigesetzt,  da mit ihm auch das Geschlecht der Reichsgrafen von Walsegg erloschen ist.
Die bisher letztmalige Öffnung der Walsegg-Gruft erfolgte am 18. Oktober 1889 im Zuge der Kirchenrenovierung. Hinterher wurde der Fußboden auch über den Deckstein des Gruftabganges verlegt. Dazu ein Hinweis aus der Pfarrchronik: „Die Stiege zur Gruft befindet sich daher zur Nachforschung für spätere Zeiten gleich mitten unterhalb des großen Spitzbogens, der porta triumphalis.“
Im Hauptchor rechts, über dem Eingang zur Sakristei, befindet sich das figürliche Grabmal des Joseph Leopold Julius Reichsgrafen von Walsegg († 1742), dem einstigen Patronatsherrn von Schottwien und Stifter der Wallfahrtskirche Maria Schutz. Sein Grabmal ziert ein schön gearbeitetes Relief des Walsegg'schen Wappens aus Marmor, sein Sarg befindet sich ebenfalls in der Familiengruft unter dem Hochaltar.

### Orgel

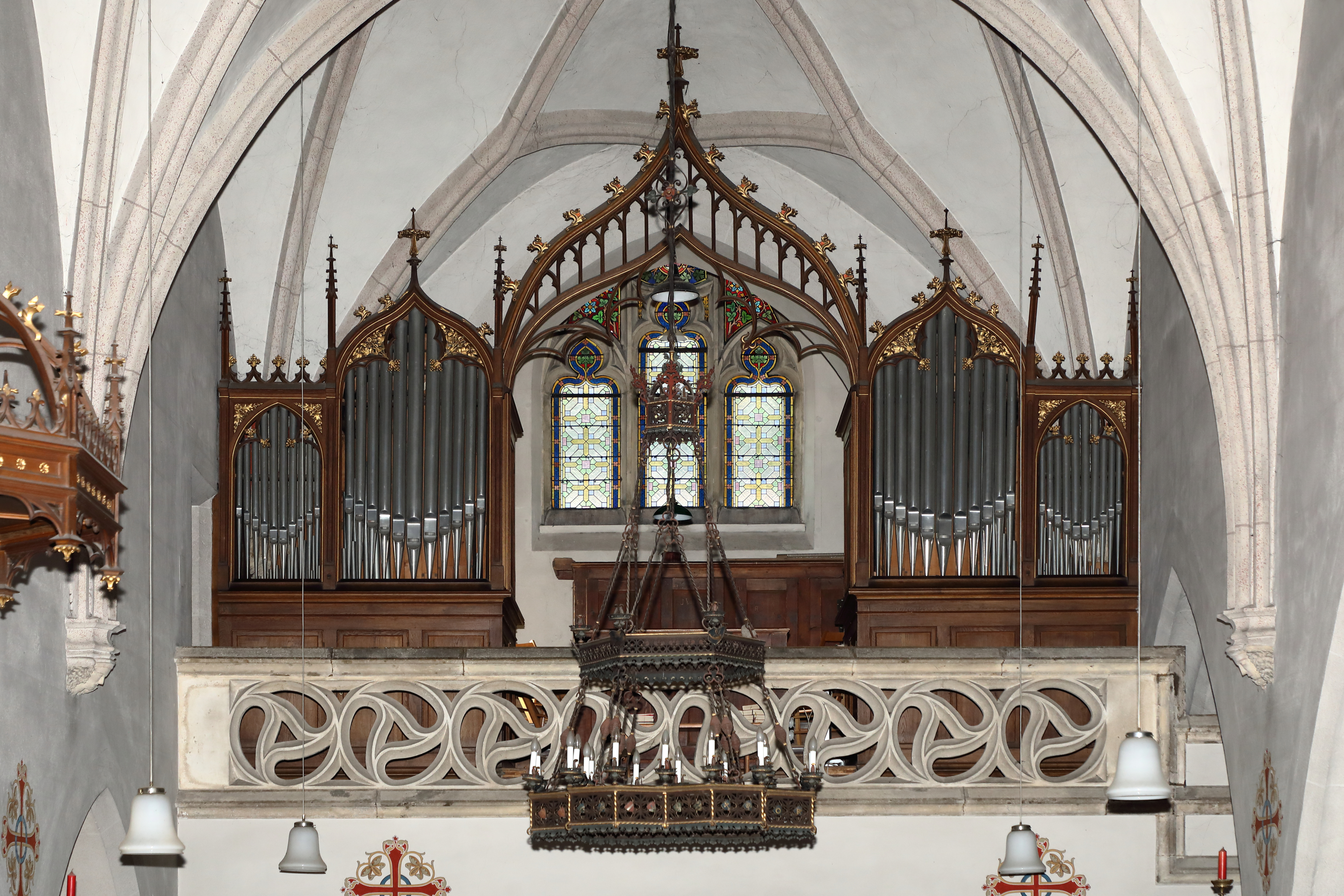
Kauffmann-Orgel in Schottwien

Die Orgel baute Johann M. Kauffmann 1882 mit acht Registern über ein Manual und Pedal.